# Енглески булдог
Енглески булдог (енгл. English Bulldog) као и остале расе паса равног лица води порекло од једног веома далеког претка, епирског молоса, којег су у Енглеску довели феничански морепловци. Ова раса данас није ни налик свом претку.40—55 lb (18—25 kg) Још у периоду од 13. па све до 18. века ови пси били су познати по агресивности и стога су били искоришћавани као борбени пси. Од тренутка када су се борбе укинуле, 1835. године Законом о животињама, ова раса доживљава низ промена. Данас их карактеришу особине као што су лењост, доброћудност, алавост и умиљатост. Иако због свог изгледа умногоме делују агресивно и опасно, свако се може уверити у то да су заправо сушта супротност.

## Историја
Раса се први пут у писаним списима помиње 1631. године, али тадашњи булдог је изгледао знатно другачије од данашњег. Године 1666, енглески научник Кристофер Мерет је применио: „Canis pugnax, месарски бик или медвеђи пас“, као запис у свом делу Pinax Rerum Naturalium Britannicarum.
То је био пас снажне грађе, дугих ногу и јаке вилице. Води порекло од епирског молоса ког су у Енглеску довели феничански морепловци. Око 15. века булдог који још увек није личио на данашњег булдога био је познат по борбама против бикова (bull-baitings). Најчешће су узгајани и коришћени као пси за сурову забаву, борбе са биковима. Пас је пуштан у ограђен простор са биком, а циљ је био да најбољи пас угризе бика за њушку и савлада га. Људи су веровали да је месо бика било квалитетније и укусније ако је претходно изуједано од стране пса. Неретко су организоване и борбе са медведима.
Те сурове забаве, дуго времена су биле веома популарне, а забрањене су декретом Парламента, 1835. године. Међутим, нестајале су постепено. Из тог разлога је раса почела да пада у заборав али је убрзо почело поновно узгајање ове расе са намером да се елиминише агресивност. Група ентузијаста наставила је са узгајањем булдога укрштајући их са мопсом. Резултат је данашњи булдог. Стандард расе постављен је 1878. године у Лондону од стране Енглеског Булдог клуба.
Булдоге као кућне љубимце стално је промовисао дилер паса Бил Џорџ.
Године 1864, група одгајивача булдога под вођством Р. С. Рокстра основала је први Клуб булдога. Три године након отварања Клуб је престао да постоји, не организовавши ни једну представу. Главно достигнуће Рокстровог клуба био је детаљан опис булдога, познатог као Фило-Куан стандард. Самјуел Викенс, благајник клуба, објавио је овај опис 1865. године под псеудонимом Фило-Куан.
Дана 4. априла 1873. године основано је Кинолошко друштво, прво друштво за узгој паса које се бави регистрацијом расних паса и раса паса. Булдози су уврштени у први том Родовске књиге Кинолошког друштва, која је представљена на сајму у Бирмингему 1. децембра 1874. Први енглески булдог уписан у регистар био је мушки пас по имену Адам (Адамо), рођен 1864. године.
У марту 1875. основан је трећи Булдошки клуб, који постоји и данас. Чланови овог клуба су се често састајали у пабу Блу Пост у Оксфорд улици у Лондону. Оснивачи клуба су прикупили све доступне информације о раси и њеним најбољим представницима и развили нови стандард за енглеског булдога, који је објављен 27. маја 1875. године, исте године када су одржали прву изложбу расе. Од 1878. изложбе клуба су се одржавале сваке године, осим током Другог светског рата. Булдошки клуб је 17. маја 1894. добио статус корпорације и од тада носи званични назив „The Bulldog Club, Inc“. То је најстарији кинолошки клуб монорасних паса на свету.
Булдога је званично признао Амерички кинолошки савез 1886. године.
Године 1894, два врхунска булдога, Кинг Ори и Док Лиф, надметали су се у такмичењу да се утврди који пас може да препешачи 20 mi (32 km). Краљ Ори је подсећао на оригиналне булдоге, лакших костију и веома атлетски грађен. Док Лиф је био мањи и тежи, више налик на модерне булдоге. Краљ Ори је те године проглашен за победника, завршио је 20 mi (32 km) док се Док Лиф срушио и преминуо. Иако данашњи булдози изгледају чврсти, они не могу да обављају посао за који су првобитно створени, јер не могу да издрже ригорозност трчања и бацања бика, а такође не могу да се држе са тако кратком њушком. Иако нису физички способни као њихови преци, савремени булдози су много смиренији и мање агресивни.

## Изглед

#### Општи изглед
Пас кратких ногу, широких груди и кратке длаке. Немају претерано дугачак реп. Глава је крупна и компактна. Енглески булдог је средње величине у односу на остале расе паса и прилично је тежак и мишићав за своју величину.

##### Глава
Имају велику, наборану главу са веома кратком њушком и снажном доњом вилицом.
- Гледајући из профила уочава се да имају сабијену вилицу.
- Уши су им мале, танке и напола спуштене (такозвано ружино ухо-благо избачене уназад).
- Очи су смештене ниско на лицу и има доста простора између њих.
- Њушка је кратка и широка са дубоким и израженим чеоним усеком.
- Врх носа је набијен према очима.
- Усне морају да буду широке и да висе.
- Врат је кратак и снажан. Кожа им је најнаборанија у овом делу тела.

##### Груди
Груди енглеског булдога су широке и сужавају се ка задњем делу.

##### Ноге
Ноге су им кратке и јаких костију а то им даје правоугаон изглед гледано из профила. Предње шапе су гломазне и чврсте.

##### Длака
Длака је кратка и лака за одржавање, а најчешће је смеђе, риђе, тиграсте, беле или шарено беле боје. Мека је, сјајна и нигде на телу се не коврџа.

## Маса и висина
Раса спада у средње велике псе.

#### Маса
- Мужјаци су крупнији и самим тим њихова килажа је већа и варира између 23 килограма и 25 килограма.
- Женке као ситнији пол са килажом варирају између 22 килограма до 23 килограма.

#### Висина
Енглески булдози су раније били знатно виши него данас али се та особина током времена изменила.
- Мужјаци су високи од 31 центиметра до 40 центиметара.
- Женке су висине од око 31 центиметра па све до 38 центиметара.

## Нега и здравље
- Енглеске булдоге не морате често купати нити чешљати. Ишчеткавање меком четком два до три пута недељно је довољно да се отклоне отпале длаке и да се длаци врати сјај.

Најважнија ставка када је нега у питању је чишћење набора и прегиба нарочито на глави како не би дошло до инфекција. Можете их пребрисати влажним марамицама без јаког мириса.
- Пошто им уши падају, чистите их бар једном недељно.
- Сеците им само врхове ноктију сваке недеље како би им шапе остале здраве.
- Перите им зубе бар једном недељно користећи прибор за зубе за псе.
- Булдози захтевају минималну физичку активност и доста су лењи па их некада треба натерати да се покрену. Довољне су кратке шетње, минимум три пута дневно. Ипак водите рачуна да буду у кондицији јер су склони гојењу.

## Здравље
Најчешћи здравствени проблеми који се могу јавити су:
- отежано дисање карактеристично за све расе са изразито кратком њушком
- дисплазија кукова и зглобова јер брзо расту
- катаракта
- увртање репа
- алергије

## Карактер
Он је веома дружељубив пас који воли да се забавља. Није пргав и веома је умиљат, посебно ако је љубимац породице која има децу и обожава да се игра са њима.
Овај пас је и одличан чувар, али обично не показује знаке агресије. Ипак, неки булдози могу бити агресивнији, чак и према власницима, ако нису дресирани одмалена.

## Дресура
Енглеском булдогу је потребно релативно мало дресуре како би његове најбоље карактеристике дошле до изражаја. Још док је штене, учите га да не скаче на људе јер уме да буде прилично тежак и тешко ћете га одвићи од тога када одрасте.
Од осме недеље га навикавајте на поводац, јер ако касније почнете, биће превише велик и тврдоглав и нећете моћи да га обуздате. Олакшаћете му дисање ако користите неку врсту појаса уместо класичног повоца. Обичан поводац ће га стезати и иритирати му душник.
Потпуну дресуру је најбоље започети између четвртог и шестог месеца старости. Ово ће му помоћи да стекне навике које желите и биће срећнији и послушнији.

## Парење
Окот је врло тежак и захтеван за мајку јер штенци имају велику главу и наборе, па се у највећем броју случајева препоручује царски рез. Искључиво због њихове масе парење се мора обавити вештачким путем.
Када се штенци роде потребно је доста времена да се посвети искључиво њима. Мајка је крупна и гломазна у односу на њих па их самим тим може згазити.
Животни век им је између 8 и 10 година, а у зреле године улазе после 6 године живота.